# Clinterocera rubra
Clinterocera rubra är en skalbaggsart som beskrevs av Ma 1992. Clinterocera rubra ingår i släktet Clinterocera och familjen Cetoniidae. Inga underarter finns listade i Catalogue of Life.